# Коннеллсвілл (Пенсільванія)
Коннеллсвілл (англ. Connellsville) — місто (англ. city) в США, в окрузі Файєтт штату Пенсільванія. Населення — 7031 особа (2020).

## Географія
Коннеллсвілл розташований за координатами 40°0′56″ пн. ш. 79°35′23″ зх. д. / 40.01556° пн. ш. 79.58972° зх. д. (40.015686, -79.589692).  За даними Бюро перепису населення США в 2010 році місто мало площу 5,92 км², з яких 5,65 км² — суходіл та 0,27 км² — водойми.

## Демографія
Згідно з переписом 2010 року, у місті мешкало 7637 осіб у 3341 домогосподарстві у складі 1974 родин. Густота населення становила 1290 осіб/км².  Було 3751 помешкання (633/км²).
Расовий склад населення:
| - 93,2 % — білих - 4,5 % — чорних або афроамериканців - 0,4 % — азіатів - 0,1 % — вихідців з тихоокеанських островів - 0,1 % — корінних американців |

До двох чи більше рас належало 1,5 %. Частка іспаномовних становила 0,7 % від усіх жителів.
За віковим діапазоном населення розподілялося таким чином: 23,1 % — особи молодші 18 років, 60,3 % — особи у віці 18—64 років, 16,6 % — особи у віці 65 років та старші. Медіана віку мешканця становила 39,5 року. На 100 осіб жіночої статі у місті припадало 89,6 чоловіків;  на 100 жінок у віці від 18 років та старших — 85,8 чоловіків також старших 18 років.
Середній дохід на одне домашнє господарство  становив 43 307 доларів США (медіана — 29 560), а середній дохід на одну сім'ю — 56 990 доларів (медіана — 48 694). Медіана доходів становила 43 026 доларів для чоловіків та 27 489 доларів для жінок. За межею бідності перебувало 27,3 % осіб, у тому числі 45,8 % дітей у віці до 18 років та 12,1 % осіб у віці 65 років та старших.
Цивільне працевлаштоване населення становило 2952 особи. Основні галузі зайнятості: освіта, охорона здоров'я та соціальна допомога — 24,3 %, виробництво — 18,5 %, роздрібна торгівля — 18,0 %.

## Персоналії
- Едвін Портер (1870-1941) — американський кінорежисер, оператор, продюсер і сценарист.